# 五条楽園

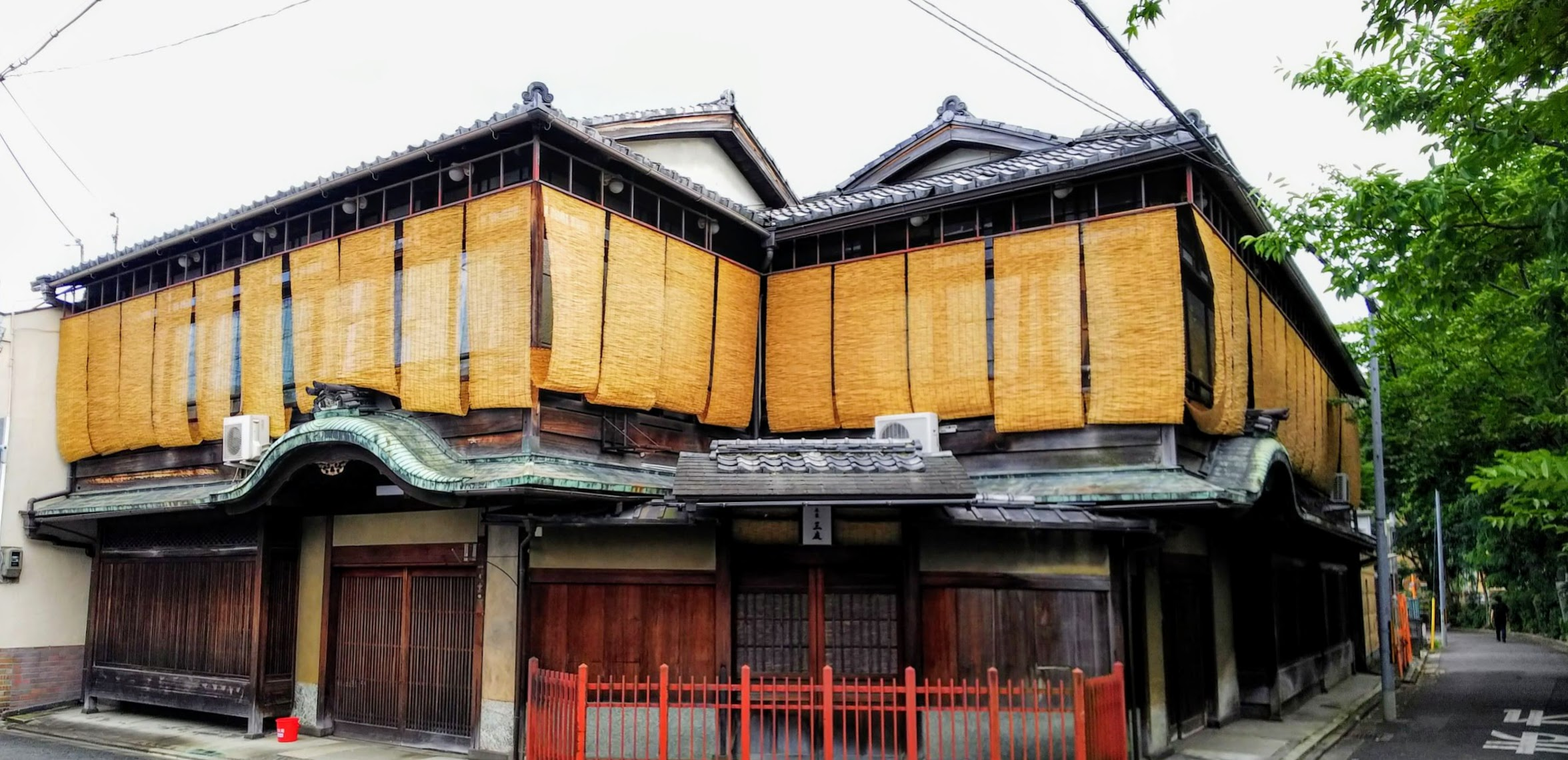
五条楽園（旧・七条新地）

五条楽園（ごじょうらくえん）とは、かつて京都市下京区河原町五条の南東にあった旧遊廓、赤線である。五條楽園とも表記する。

## 概要
お茶屋と呼ばれる店舗があり、旅館のような構造をしている。京都花街組合連合会に加盟する花街におけるお茶屋と異なり、一部では性風俗も扱っていた。
このあたりには平安時代末期頃より存在し平景清も訪れたと伝わもともとは五条橋下（五条新地）、六条新地、七条新地という隣接する複数の遊廓であったが、これらが大正時代に合併し、長らく七条新地の名で親しまれた。
かつてより芸妓と娼妓が混在する花街であり、戦後はいわゆる赤線となり、営業を続けていた。
昭和33年（1958年）の売春防止法施行後、五条楽園と名を変えた。当時はお茶屋84軒、置屋16軒、旅館15軒、バー・スタンド19軒で芸妓100人程度を擁していたという。
お茶屋へ入店し経営者に料金を支払うと純和風の畳の部屋に案内されて番茶を出された。経営者が検番（待機所）に連絡を取り、暫くすると着物姿の女性が派遣されて来るシステムであった。料金はサービスする時間によって異なり、女性が着物を脱いだり着たりするのに必要な時間も料金内に含まれていた。
畳の部屋には座布団が3枚程度置かれているだけで布団は無かった。また古くからのしきたりで、女性は陰部に塗香を付けてから茶屋を訪れるのが慣わしであった。五条楽園は夕暮れになると、それぞれのお茶屋の玄関に赤い提灯が燈り、非常に情緒があった。
2010年時点では、五条楽園歌舞練場を中心に、一般民家に混ざってお茶屋15軒、置屋4軒が残っている程度であった。大正から昭和初期に建築された、独特な唐破風屋根が映える京町家も現存する。

## 営業休止
平成22年（2010年）10月28日、11月18日の両日にわたり、京都府警によりお茶屋と置屋の統括責任者、経営者ら5人が売春防止法違反容疑で逮捕された。これを受け、10月28日よりお茶屋と置屋は一斉に休業している。11月17日には一帯の入り口に掲げられていた『五條楽園』の看板も撤去された。お茶屋関係者によると、今後の営業再開の見通しは立っていないという。また、一部はすでに廃業、建物も取り壊されている茶屋もある。2011年3月、解散。

## 地理
京都市下京区の、河原町通・五条通・正面通・鴨川の内側一帯を指す。ただし、実際の店舗はさらに内側の範囲（鴨川と高瀬川の間の中州地帯）に点在する。

## 最寄り駅
- 京阪本線 清水五条駅

## 関連する作品
- 楽園 - 花房観音による小説。旧五条楽園を舞台としている。